# Giuseppe Callegarini
Giuseppe Callegarini (La Spezia, 1915 – Pola, 25 dicembre 1944) è stato un partigiano italiano, 
medaglia d'oro al valor militare alla memoria.

## Biografia
Dopo essersi laureato in lettere e filosofia all'Università di Padova, Callegarini aveva frequentato a Spoleto la Scuola allievi ufficiali. Al momento dell'armistizio si trovava in licenza a Pola e decise subito di schierarsi contro i tedeschi. Tra i primi organizzatori della Resistenza nella Venezia Giulia, fu tra i più audaci animatori della lotta contro i nazifascisti nella regione.
Dopo averlo torturato e trucidato, i nazifascisti ne dispersero il corpo, forse in mare.

## Riconoscimenti
Dal dicembre 2013 un cippo lo ricorda a Trieste, nel "Parco della Rimembranza" sul colle di San Giusto, posto a cura del Circolo di cultura istro-veneta “Istria” e dell’Istituto regionale per la storia del movimento di liberazione nel Friuli-Venezia Giulia.